# Referendum over de Wet op de inlichtingen- en veiligheidsdiensten 2017
Het referendum over de Wet op de inlichtingen- en veiligheidsdiensten 2017 was een Nederlands nationaal raadgevend referendum dat op 21 maart 2018 werd gehouden. Een meerderheid keerde zich tegen de wet wat leidde tot een aanpassing ervan. Een groep van vijf studenten heeft de benodigde handtekeningen binnengehaald. Een uitzending van Zondag met Lubach op 1 oktober 2017 besteedde in die periode aandacht aan het onderwerp, waardoor het publieke debat vergrootte.

## Voorbereidende fase
Op 1 november 2017 bepaalde de Kiesraad na een steeksproefgewijze controle het aantal geldige ondersteuningsverklaringen op meer dan de vereiste 300.000, waardoor het referendum binnen zes maanden diende te worden gehouden. Als datum werd 21 maart 2018 gekozen, dezelfde dag als de gemeenteraadsverkiezingen. De vraag luidde: "Bent u voor of tegen de Wet op de inlichtingen- en veiligheidsdiensten 2017?"
Het stembiljet voor stemgerechtigden in het buitenland die per brief stemmen werd eind januari 2018 verstuurd en diende, voorzien van een kopie van een geldig Nederlands identiteitsdocument, voor 21 maart om 15 uur bij het briefstembureau binnen te zijn.

## Uitslag

Uitslag van het referendum over de Wiv per gemeente

Met een opkomstpercentage van 51,5% werd de kiesdrempel gehaald. Van de uitgebrachte stemmen was 46,5% voor invoering van de wet, 49,4% tegen en stemde 4% blanco. Het parlement moest nu een nieuw besluit nemen over de wet: intrekken of – eventueel aangepast – in werking laten treden.
Al ruim voor het referendum gehouden zou worden, gaf CDA-leider Buma aan de uitslag van het referendum naast zich neer te zullen leggen. De coalitiepartijen VVD en ChristenUnie sloten zich daarbij aan, D66 niet.
| Keuze                        | # stemmen  | %      |
| ---------------------------- | ---------- | ------ |
| Voor                         | 3.122.628  | 46,53  |
| Tegen                        | 3.317.496  | 49,44  |
| Blanco                       | 270.288    | 4,03   |
| Geldige stemmen              | 6.710.412  | 100,00 |
| Ongeldig                     | 23.813     | 0,35   |
| Uitgebrachte stemmen/opkomst | 6.734.225  | 51,54  |
| Stemgerechtigden             | 13.064.932 |        |

## Opiniepeilingen

### 2017
| Datum   | Peilingorganisatie | Voor | Tegen | Weet niet | Deelnemers |
| ------- | ------------------ | ---- | ----- | --------- | ---------- |
| 3 dec.  | Peil.nl            | 40%  | 60%   |           |            |
| 1 nov.  | I&O Research       | 52%  | 32%   | 17%       | 1.747      |
| 31 okt. | De Stemming        | 40%  | 49%   | 11%       | 23.000     |
| 12 okt. | I&O Research       | 50%  | 30%   | 20%       | 1.609      |
| 11 sep. | I&O Research       | 60%  | 24%   | 17%       |            |

## Resultaat
Zoals voorgeschreven in de Wet raadgevend referendum (Wrr) overwoog het kabinet-Rutte III de wet opnieuw. De aanpassingen omvatten drie beleidsregels en drie waarborgen. Het kabinet vond dat het daarmee passend had gereageerd op de referendumuitslag.
De drie beleidsregels zijn:
- Informatie delen met andere landen gebeurt alleen als die landen de mensenrechten respecteren, democratisch zijn en data beschermen.
- De inzet van de bevoegdheden door de geheime diensten dient "zo gericht mogelijk" te zijn en te worden getoetst op proportionaliteit.
- Data uit onderzoeksopdracht gerichte interceptie op telecommunicatiekabels worden niet "automatisch" langer dan drie jaar bewaard.

De drie waarborgen zijn:
- Onderzoeksopdrachtgerichte interceptie op telecommunicatiekabels wordt de komende jaren ingezet voor onderzoek naar communicatie met oorsprong en bestemming in Nederland – behalve wanneer het cyber defence betreft.
- De omgang met medische gegevens wordt geborgd.
- De bescherming van journalisten wordt geborgd.